# Чакова (Свети Јуриј об Шчавници)
Чакова (словен. Čakova) је насељено место у општини Свети Јуриј об Шчавници, Помурска регија, Словенија.

## Историја
До територијалне реорганизације у Словенији била је у саставу старе општине Горња Радгона.

## Становништво
У попису становништва из 2011. године, Чакова је имала 81 становника.
| Број становника према пописима | Број становника према пописима | Број становника према пописима |
| ------------------------------ | ------------------------------ | ------------------------------ |
| 1991                           | 2002                           | 2011                           |
| 85                             | 82                             | 81                             |

Напомена: Године 2014. извршена је мања размена територија између насеља Бисерјане и Чакова.